# Concord (Severní Karolína)
Concord je okresní město a nejlidnatější město v Cabarrus County. Nachází se v americkém státě Severní Karolína. V roce 2020 ve městě žilo přibližně 105 tisíc obyvatel. Z hlediska počtu obyvatel je město druhým nejlidnatějším městem metropolitní oblasti Charlotte, 10. nejlidnatějším městem v Severní Karolíně a 287. nejlidnatějším městem v USA.
Ve městě se nachází závodní trať Charlotte Motor Speedway a nákupní centrum Concord Mills.